# Wiktor Musijaka
Wiktor Ławrentijowycz Musijaka, ukr. Віктор Лаврентійович Мусіяка (ur. 28 czerwca 1946 w Bezwodnem koło Mikołajowa, zm. 22 lipca 2019) – ukraiński polityk, prawnik i nauczyciel akademicki, profesor, poseł do Rady Najwyższej dwóch kadencji, jeden z autorów Konstytucji Ukrainy z 1996.

## Życiorys
Po ukończeniu szkoły średniej i odbyciu służby wojskowej pracował jako mechanik i robotnik rolny. Absolwent prawa w Charkowskim Instytucie Prawniczym (1973), w 1977 uzyskał stopień kandydata nauk. Od 1973 zatrudniony na macierzystej uczelni. W latach 1980–1984 był zastępcą sekretarza uczelnianej struktury partii komunistycznej, następnie dziekanem i prorektorem. W 1992 uzyskał profesurę.
W latach 1994–1998 po raz pierwszy zasiadał w Radzie Narodowej. Do 1995 był pierwszym przedstawicielem prezydenta Łeonida Kuczmy w parlamencie. W 1998 bez powodzenia ubiegał się o reelekcję z ramienia założonego przez siebie ugrupowania Naprzód, Ukraino!. Pracował następnie w administracji parlamentu oraz jako profesor na Akademii Kijowsko-Mohylańskiej. W latach 2002–2006 ponownie był deputowanym. Został wybrany z ramienia Bloku Nasza Ukraina, wchodził jednak w skład frakcji prorządowych. Po wyborczej porażce w 2006 wycofał się z aktywnej polityki. Został później m.in. doradcą prawnym w Centrum im. Razumkowa.